# Гінтер-Шелленберг
Гінтер-Шелленберг — село в Ліхтенштейні. Це район Шелленберга. Розташоване в муніципалітеті Планкен.

## Географія
Гінтер-Шелленберг розташований на північно-східній околиці містечка Шелленберг, за кілька кілометрів від його центру.

## Руссланд
Тут розташований пам'ятник воїнам дивізії «Руссланд», солдати якої були інтерновані в Ліхтенштейні. Це невеликий кам’яний обеліск, який приваблює туристів. Уряд Ліхтенштейну у 1948 році дозволив усім дивізійникам, хто не бажав повертатися до СРСР, емігрувати в Аргентину.

## Галерея

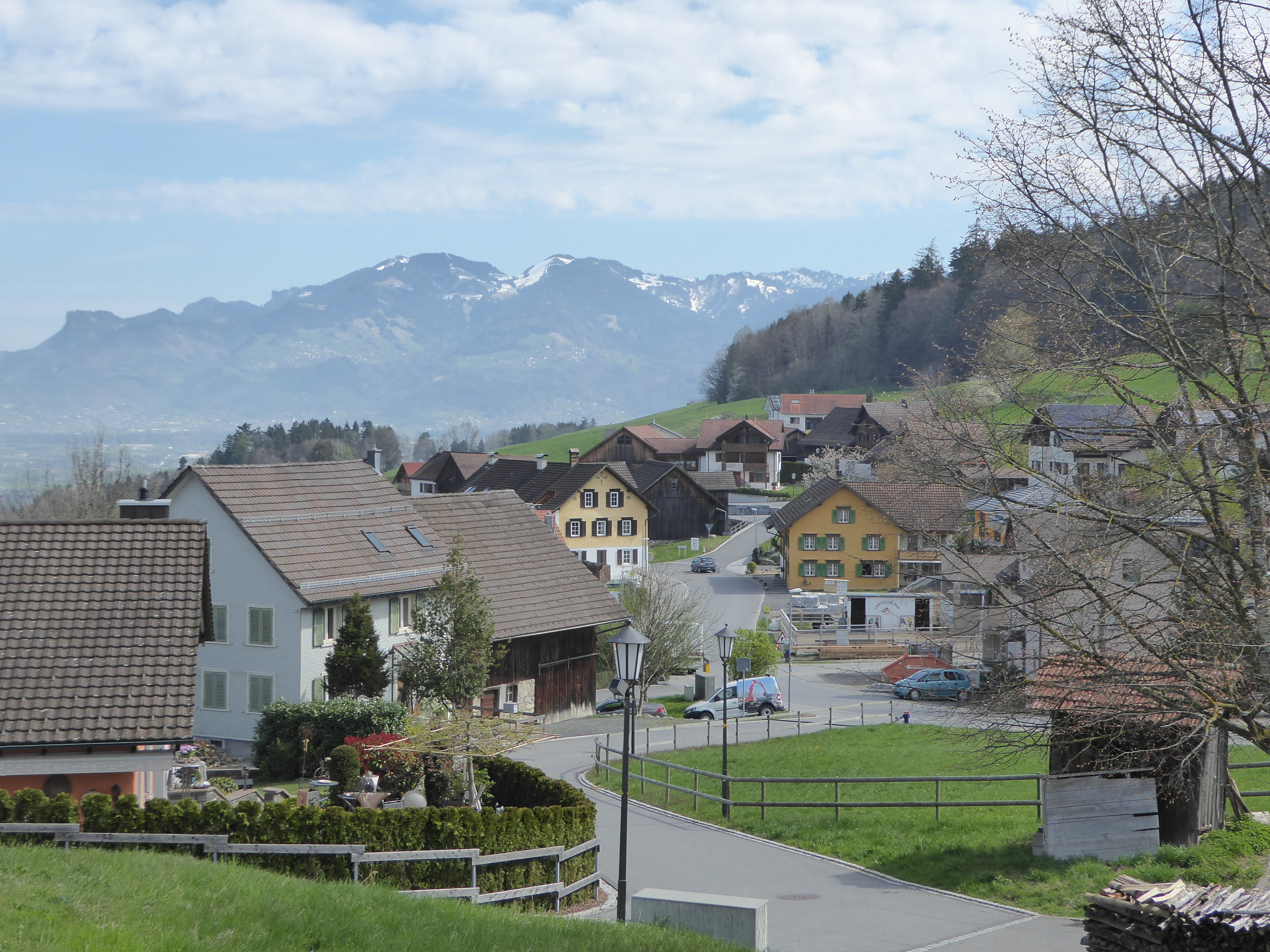
Вид на село
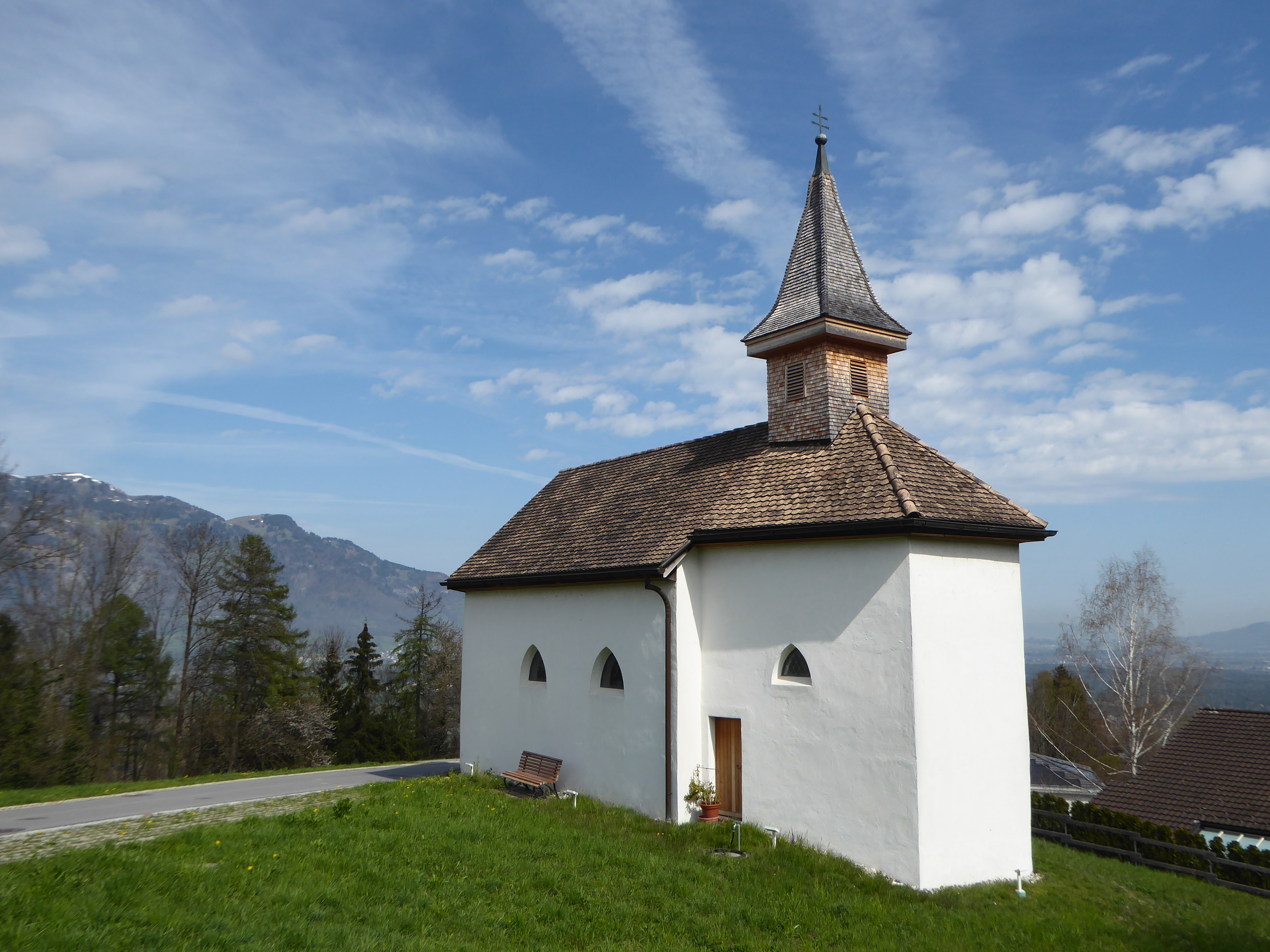
Каплиця святого Георгія